# Gezoneerde oogbladroller
De gezoneerde oogbladroller (Epinotia fraternana) is een vlinder uit de familie bladrollers (Tortricidae). De wetenschappelijke naam is voor het eerst geldig gepubliceerd in 1811 door Haworth.
De soort komt voor in Europa.